# Peumus boldus
O boldo-do-chile (Peumus boldus) é uma árvore que atinge de 12 a 15 metros de altura e pertence à família das Monimiaceae. É comumente confundido com o  boldo-da-terra (Coleus barbatus ou Plectranthus barbatus), arbusto de propriedades medicinais semelhantes, mas com contraindicações diferentes.
As propriedades fitoterápicas de suas folhas eram conhecidas das comunidades indígenas sul-americanas que habitavam os Andes chilenos, tornando-se conhecidas mundialmente a partir da colonização europeia da América.

## Uso medicinal
É uma planta medicinal utilizada principalmente por seu efeito espasmolítico, contra os distúrbios digestivos, podendo ser encontrada em infusão ou cápsula. 
Empregado em casos de desconforto digestivo e do fígado, o seu princípio ativo é a boldina, um alcaloide, principal responsável pelas suas propriedades hepatoprotetoras e coleréticas.
O boldo traz benefícios principalmente para o fígado. Ajuda-o a trabalhar melhor e é ótimo para quem tem problemas frequentes ligados ao fígado, como dor de cabeça, suores frios e mal estar. O boldo, tomado antes das refeições ajuda na digestão e nas funções do aparelho digestor. É ótimo para quem tem intestino preso e ajuda a digerir gorduras. Esta planta não deve ser consumida por quem tem problemas inflamatórios nas vias biliares e no pâncreas, cálculos biliares e hepatite. O seu uso é contraindicado nos casos de gestação também, pois o boldo pode gerar problemas na formação do bebê, principalmente nos primeiros três meses.